# Shirley Manson
Shirley Ann Manson (Edinburgh, 26 augustus 1966) is een Schotse zangeres, de leadzangeres van de band Garbage.

## Levensloop
Manson is de middelste van drie kinderen. Ze begon met pianospelen toen ze zeven jaar was, later ging ze naar de City of Edinburgh Music School, waar ze zich ook bij de theatergroep aansloot. Op school werd ze regelmatig gepest en leed ze aan automutilatie.
Ze werkte voor korte tijd in een winkel. Haar eerste bands waren Autumn 1904 en Wild Indians. In 1983 sloot ze zich aan bij de band Goodbye Mr. Mackenzie als keyboardist en achtergrondzangeres. Ze bleef tien jaar bij deze band tot deze uiteenviel. Twee bandleden en Manson richtten toen Angelfish op, met Manson als leadzangeres. Ze brachten een album uit met één single, 'Suffocate Me'. Dit trok de aandacht van de leden van Garbage, die - na twee audities in 1994 - aan Manson vroegen zich bij de band aan te sluiten. Sindsdien is ze de frontvrouw van Garbage.
Als actrice speelde Manson in 2008 in de serie Terminator: The Sarah Connor Chronicles de rol van Catherine Weaver, CEO van technologiebedrijf ZeiraCorp en tevens een Terminator type T-1001. Na deze serie had ze nog enkele kleine rollen, onder andere in de film Knife Fight.

## Discografie

### met Goodbye Mr. Mackenzie
- Good Deeds and Dirty Rags (1988)[1]
- Goodwill City / I'm Sick of You (1989) (ep)
- The Rattler (1989) (ep)
- Fish Heads and Tails (1989) (verzamel)
- Blacker Than Black (1990) (ep)
- Love Child (1990) (ep)
- Now We Are Married (1991) (ep)
- Hammer and Tongs (1991)
- Goodbye Mr. Mackenzie (1991) (verzamel)
- Goodwill City Live (1993) (ep)
- Hard (1993) (ep)
- Five (1993)

### met Angelfish
- Suffocate Me: The EP (1993) (ep)[2]
- Angelfish (1994)

### met Garbage
- Garbage (1995)[3]
- Version 2.0 (1998)
- beautifulgarbage (2001)
- Bleed Like Me (2005)
- Absolute Garbage (2007) (verzamel+dvd)
- Not Your Kind of People (2012)
- Strange Little Birds (2016)
- No Gods No Masters (2021)

### Solo
- Bear McCreary - Terminator: The Sarah Connor Chronicles OST (track Samson and Delilah)[4]

## Filmografie en televisie
*Exclusief eenmalige gastrollen
- Terminator: The Sarah Connor Chronicles (2008-2009) - Catherine Weaver/T-1001
- Knife Fight (2012) - Nicole (onvermeld)
- Top Wing (2017-2018) - Chirp & Cheep (stemrol)

### Videoclips

#### Goodbye Mr. Mackenzie
- Open Your Arms (1988)
- The Rattler (1988)
- Goodbye Mr. Mackenzie (1988)
- Now We Are Married (1991)
- Blacker Than Black (1991)
- Love Child (1991)

#### Angelfish
- Suffocate Me (1994)
- Heartbreak to Hate (1994)

#### Garbage
- Vow (1995)
- Queer (1995)
- Only Happy When It Rains (1996)
- Stupid Girl (1996)
- Milk (1996)
- Push It (1998)
- I Think I'm Paranoid (1998)
- Special (1998)
- The Trick Is to Keep Breathing (1999)
- You Look So Fine (1999)
- When I Grow Up (1999)
- The World is Not Enough (1999)
- Androgyny (2001)
- Cherry Lips (2001)
- Breaking Up the Girl (2001)
- Why Do You Love Me (2005)
- Bleed Like Me (2005)
- Sex Is Not the Enemy (2005)
- Run Baby Run (2005)
- Tell Me Where It Hurts (2007)
- Blood for Poppies (2012)
- Big Bright World (2012)
- Because the Night (2013) ft. Screaming Females
- Girls Talk (2014) ft. Brody Dalle
- Empty (2016)
- Magnetized (2016)

#### Gastoptredens
- Brody Dalle - Meet the Foetus / Oh the Joy (2014)